# Cailliella
Cailliella é um género botânico pertencente à família Melastomataceae.